# Hydrorhoa multistriata
Hydrorhoa multistriata is een vliesvleugelig insect uit de familie Eucharitidae. De wetenschappelijke naam is voor het eerst geldig gepubliceerd in 1952 door Risbec.